# 业主自治
业主自治又称小区自治，是指在物业管理区域（通常是单个居民小区）内的全体业主，基于建筑物区分所有权，依据《中华人民共和国民法典》物权编等法律、法规的规定，根据民主的原则建立自治组织、确立自治规范、自我管理本区域内的物业管理活动的一种基层治理模式。业主自治相关的机构主要包括由全体业主组成的的业主大会和由后者经选举产生的业主委员会。

## 历史和法律依据
改革开放以前，中国大陆实行住房分配制度，将住房作为福利分配给居民。在此种模式下，居民拥有住房的使用权，而产权则属于政府、国有企业、事业单位等单位，房屋的管理和维护也由后者负责。对于房屋及居民区共有设施的管理和维护问题，居民可以通过中国共产党组织或居民委员会向产权单位和房屋管理部门反映，但无法自行对房屋进行处置。
1980年，深圳经济特区房地产公司（深深房）与香港妙丽物业管理有限公司合资开发的东湖丽苑小区开售，由于购房者多为港澳居民和华侨，因此深圳市决定效仿香港的经验，成立了深圳市物业管理公司，并于同年9月成立了东湖丽苑管理处为住户提供物业管理服务，这是中国大陆第一家对商品房实施有偿管理服务的小区管理机构。由于东湖丽苑小区的住户与管理者并无隶属关系，为了协调物业管理与住户的关系，深深房参考香港业主立案法团，通过全体住户民主选举的方式成立了居民（业主）联谊会，供小区的业主和业主和住户有组织地联合在一起处理小区事务，该联谊会即为业主委员会的雏形。
中国大陆的首个业主委员会则诞生于深圳天景花园。该小区于1990年竣工，设有两台变压器分别向住宅和商铺供电，随着居民用电的增加，变压器开始过载，于是小区物业管理处向供电局申请将商铺使用的变压器也用于补充居民用电，但由于商业用电的价格高于居民用电，引起业主不满，甚至拒交电费，为此物业管理希望能联合部分理性的业主一起心平气和地坐在一起解决问题，这一构想得到了业主和开发商万科集团的支持。1991年3月22日19时30分，天景花园业主委员会成立大会暨第一次委员会议在4栋B座底层的管理处会议室召开，各楼栋所推选出的15位业委会委员和王石等万科高层到场参会，对业委会章程、水电使用、管理费构成等问题进行了讨论，并就议案形成会议决议，中国大陆第一个业主委员会正式宣告成立。此后，经过业主委员的磋商和与供电局的沟通，后者同意以居民用电价格收取电费，随着电费问题的解决，业主委员会这种在当时还很新的模式获得了更多的认可。

## 自治机构
根据《中华人民共和国民法典》第二百七十七条，业主可以设立业主大会，选举业主委员会。业主大会、业主委员会成立的具体条件和程序，依照法律、法规的规定。《物业管理条例》明确了业委会的成立流程、职责和义务，规定了业委会与物业之间的权责关系。《业主大会和业主委员会指导规则》则是根据《中华人民共和国物权法》和《物业管理条例》等法律法规制定的具体规范业主大会和业委会活动，维护业主合法权益的规范性文件。

### 业主委员会
业主委员会是中国大陆在一个物业管理区域内由业主通过业主大会选举出来的业主代表组织。业委会通过执行业主大会的决定代表业主的利益，向社会各方反映业主意愿和要求，并监督和协助物业服务企业或其他管理人履行物业服务合同。中国大陆的第一个业主委员会在广东省深圳市天景花园小区于1991年建立。